# Raorchestes theuerkaufi
Espèce
Raorchestes theuerkaufi est une espèce d'amphibiens de la famille des Rhacophoridae.

## Systématique
L'espèce Raorchestes theuerkaufi a été décrite en 2011 par Anil Zachariah (d), K. P. Dinesh (d), E. Kunhikrishnan (d), Sandeep Das (d), David V. Raju (d), Chandrasekharamenon Radhakrishnan (d), Muhamed Jafer Palot (d) et S. Kalesh (d).

## Répartition
Cette espèce est endémique du Kerala en Inde. Elle se rencontre à environ 1 393 m d'altitude dans le district d'Idukki dans les Ghats occidentaux.

## Description
L'holotype de Raorchestes theuerkaufi, une femelle adulte, mesure 31,6 mm. Son dos est rouge brique avec des marques sombres irrégulières y compris sur ses membres. Sa face ventrale est blanche.

## Étymologie
Son nom d'espèce, theuerkaufi, lui a été donné en l'honneur de Wolfgang Theuerkauf, un naturaliste et botaniste directeur du Gurukula Botanical Garden, dans le district de Wayanad au Kerala, et ce remerciement de son action pour la préservation d'espèces végétales rares et endémiques du Sud des Ghats occidentaux.

## Publication originale
- Zachariah, Dinesh, Kunhikrishnan, Das, Raju, Radhakrishnan, Palot &, Kalesh, 2011 : « Nine new species of frogs of the genus Raorchestes (Amphibia: Anura: Rhacophoridae) from southern Western Ghats, India ». Biosystematica, vol. 5, p. 25-48 (lire en ligne).